# Про що говорять чоловіки
«Про що говорять чоловіки» — російська кінокомедія 2010 року режисера Дмитро Дьяченко, знята в жанрі роуд-муві за мотивами вистави «Розмови чоловіків середнього віку про жінок, кіно та алюмінієві виделки» за участю акторів комічного театру «Квартет І».
«Про що говорять чоловіки» — третя екранізація вистав театру «Квартет І». Попередніми двома були фільми «День виборів» та «День радіо». Після успішного кінопрокату було оголошено про створення продовження — «Про що ще говорять чоловіки»
У квітні 2010 року фільм почав ліцензійно видаватися на DVD компанією Містерія звуку.

## Зміст
Четверо друзів лишили вдома проблеми, роботу, дітей, дружин, коханок, ..., і їдуть на концерт із Москви до Одеси. Попереду у них кілька днів дороги у веселій компанії, жарти, історії, пригоди, одним словом – відпочинок...

## Ролі
- Леонід Барац — Льоша
- Олександр Демидов — Саша
- Каміль Ларін — Каміль
- Ростислав Хаїт — Слава
- Нонна Гришаєва — уявна дружина Слави
- Олена Подкамінська — Настя, дружина Льоші
- Вероніка Амирханова — Ліза, старша дочка Льоші
- Валерія Годна — Єва, молодша дочка Льоші
- Наталія Сігова — бабуся'
- Валентина Зубченко — бабуся з косою
- Олександр Герасимчук — хтось із бабусею
- Марія Бондаренко — друга бабуся'
- Вікторія Єфимова — «Чебурашка»
- Анастасія Проніна — секретарка Саші
- Олексій Агранович — перший замовник
- Артем Смола — другий замовник
- Катерина Євсюкова — Лера, дівчина з мрії Льоші
- Сергій Шнирьов — чоловік Лери
- Ніна Русланова — адміністраторка готелю «Уют» селища Бельдяжки
- Саят Абаджян — водій-кавказець
- Костянтин Чепурін — меліоратор В'ячеслав Гаврилович, відряджений
- Анна Касаткіна-Барац — дружина відрядженого
- Артем Фадієв — Гоша, син відрядженого
- Григорій Багров — чесний чоловік
- Олена Дороніна — дружина чесного чоловіка
- Максим Віторган — Ромео
- Юлія Пизнарь — Джульєтта
- Юлія Сулес — однокласниця в Інтернеті
- Федір Добронравов — людина, закохана в ковбасу
- Марина Королькова — дружина людини, закоханої в ковбасу
- Віктор Добронравов — офіціант у ресторані
- Михайло Солодовник — швейцар в ресторані
- Аліса Песоцька — дама з собачкою в ресторані
- Анатолій Морозов — грузин з шашликами
- Сергій Никоненко — капітан теплохода
- Максим Никітин — морячок
- Ольга Лежнева — Людочка, пасія Слави «з роботи»
- Поліна Войнович — Свєтка, найкраща подруга дружини Слави
- Олександр Зуєв — головний фашист
- Сергій Неудачин — водій фури
- Анастасія Медведєва — продавчиня подарунків
- Олена Островерхова — галерист
- Геннадій Скарга — Ігорьок, іменинник в Одесі
- Ігор Хайваз — коханець Насті

### Камео
- Жанна Фріске
- Олексій Кортнєв
- Андрій Макаревич
- Олег Меньшиков
- Василь Уткін
- Група Би-2

## Знімальна група
- Сценаристи — Леонід Барац, Сергій Петрейков, Ростислав Хаїт
- Режисер - Дмитро Дьяченко
- Головний оператор - Юрій Любшин
- Головний художник - Мавлодод Фаросатшоєв
- Звукорежисер - Роман Хохлов
- Музика — Би-2
- Генеральні продюсери - Сергій Петрейков, Ростислав Хаїт, Леонід Барац, Олександр Цекало
- Виконавчий продюсер — Олександр Рубцов
- Ведучий продюсер — Олександр Нахимсон

## Саундтрек
Саундтрек до фільму записала група Бі-2 на студії «параметрик». Він складається з наступних композицій:
| Треклист | Треклист                        | Треклист   |
| #        | Назва                           | Тривалість |
| -------- | ------------------------------- | ---------- |
| 1.       | «Скандал»                       | 3:30       |
| 2.       | «Реки любви»                    | 4:08       |
| 3.       | «Вечная призрачная встречная»   | 5:11       |
| 4.       | «Ярмарка невест»                | 5:27       |
| 5.       | «Чёрный день»                   | 3:44       |
| 6.       | «Задеть за живое»               | 7:34       |
| 7.       | «Когда мы станем снегом»        | 4:24       |
| 8.       | «Фавн Dj»                       | 4:15       |
| 9.       | «Её глаза (з Вільяма Шекспіра)» | 4:52       |
| 10.      | «Падает снег (Ю. Чичеріна)»     | 4:04       |
| 11.      | «Танго»                         | 3:38       |
| 12.      | «Ярмарка Ska»                   | 5:34       |

### Рецензії
|                                                   | На повнометражному саундтреку до чергового кіно-опусу «Квартету І» («День виборів», «День радіо») Льова і Шура знову вирішили помріяти про 1980-х роках - фронтмени «Би-2» наполегливо позиціонують альбом як триб'ют епосі нью-вейва і розквіту махрової радянської естради. Про те, чи вийшло у них так, як хотілося, можна сперечатися: альбом записано занадто жирно і смачно за мірками рахітичних 1980-х років, та й чисто мелодически це нормальний пізній «Би-2». |
| — Леонід Олександрівський в журналі Rolling Stone | |